# Dolina Bobrowiecka Liptowska

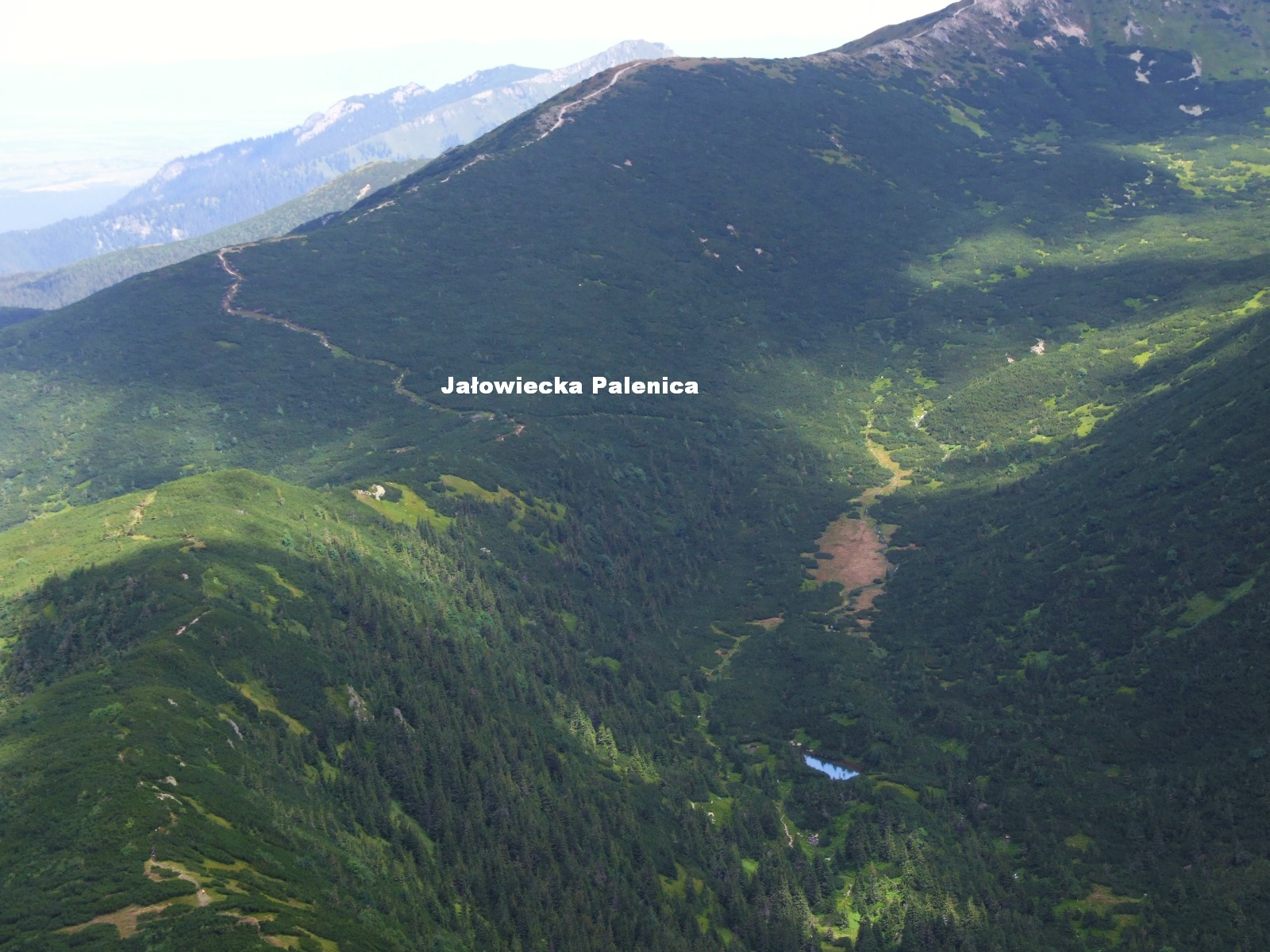
Dolina Bobrowiecka Liptowska – główny ciąg Doliny Jałowieckiej

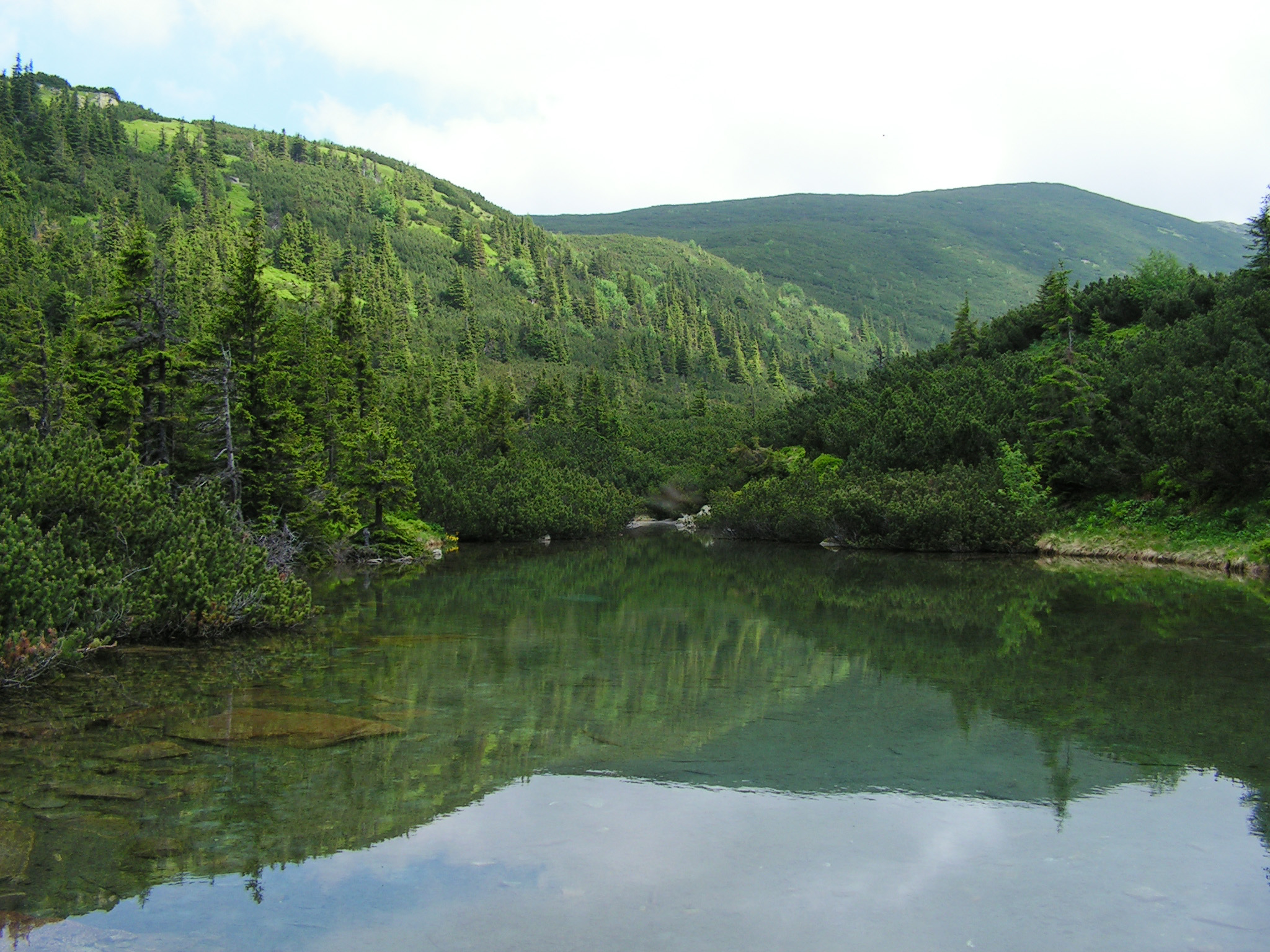
Biały Stawek Bobrowiecki – największe jeziorko w Dolinie Bobrowieckiej Liptowskiej

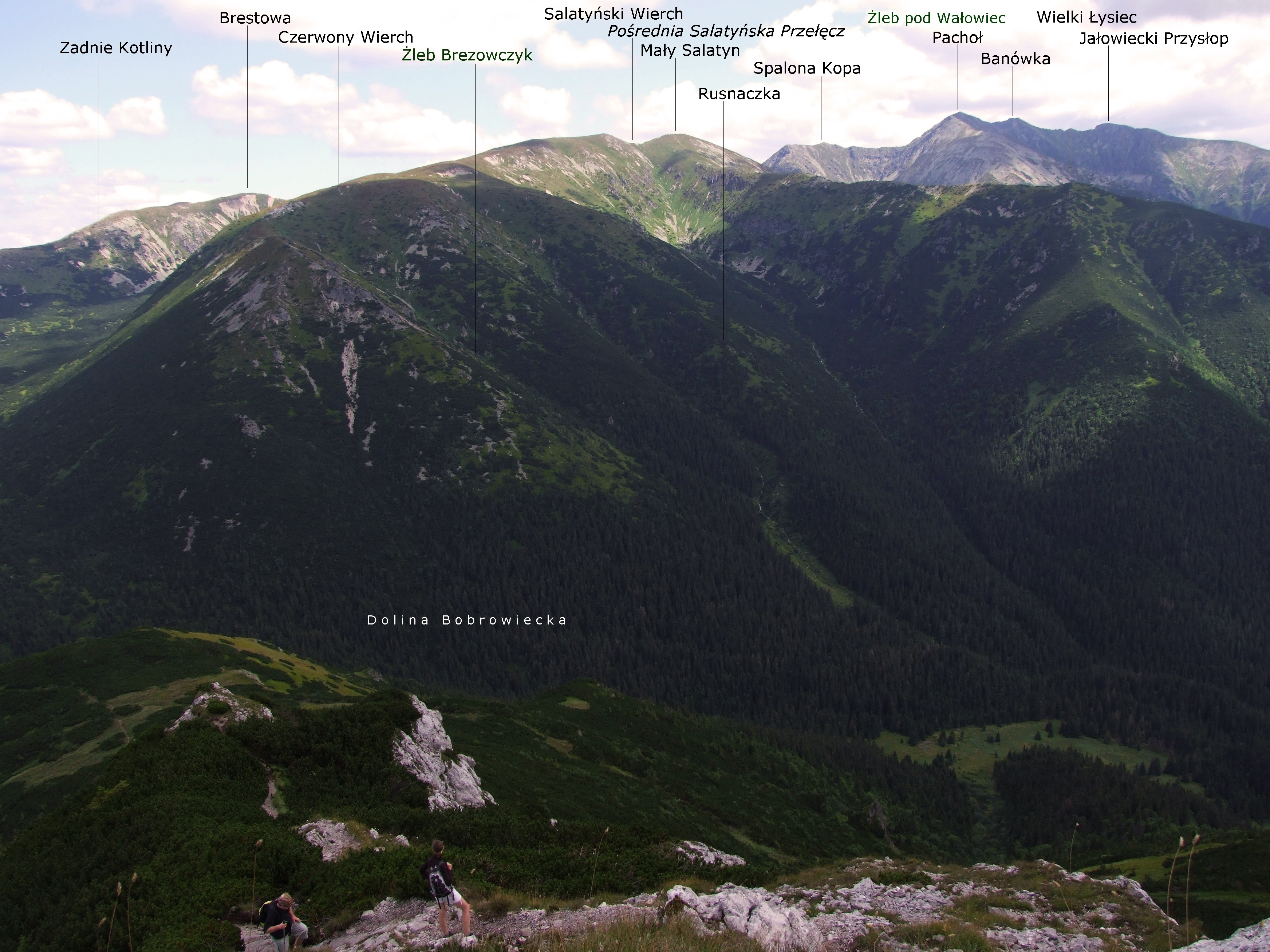
Widok z Siwego Wierchu

Dolina Bobrowiecka (słow. Bobrovecká dolina) – prawe górne odgałęzienie Doliny Jałowieckiej w słowackich Tatrach Zachodnich. Dla odróżnienia od drugiej Doliny Bobrowieckiej (również w słowackich Tatrach Zachodnich) nazywana jest Doliną Bobrowiecką Liptowską.

## Topografia
Znajduje się w głównym ciągu Doliny Jałowieckiej i ciągnie się aż pod szczyt Brestowej (1934 m) w grani głównej, gdzie kończy się cyrkiem lodowcowym zwanym Zadnie Kotliny. Jej prawe zbocza tworzy grań główna od Brestowej po Siwy Wierch i dalej grań ciągnąca się od Siwego Wierchu przez Małą Ostrą, Ostrą, Wielką Kopę i Małą Kopę, pocięta kilkoma żlebami: Rokitowiec, Zabijaczny Żleb i Zapaczny Żleb. Zbocza lewe tworzy grań ciągnąca się w południowo-zachodnim kierunku przez Jałowiecką Horę, Wielkiego Łyśca i Małego Łyśca. W lewych zboczach Doliny Bobrowieckiej znajduje się żleb Brzezowczyk i Żleb pod Wałowiec będący największym odgałęzieniem tej doliny. Dnem doliny spływa Bobrowiecki Potok, poniżej Bobrowieckiej Polany nazywany jest Potokiem z Polany.

## Opis doliny
Dolina Bobrowiecka była zlodowacona. W rejonie Kotlin (w pobliżu przełęczy Palenica Jałowiecka) w plejstocenie występowało zjawisko przepływu lodów poprzez główną grań w kierunku północnym (transfluencja lodowca). Górna część doliny zbudowana jest ze skał osadowych: wapieni i dolomitów, duża część doliny zbudowana jest z gnejsówy i łupków krystalicznych.
Dolina była dawniej wypasana przez mieszkańców odległej o 10 km wsi Bobrowiec i miejscowości Bobrowczyk i stąd pochodzi nazwa doliny. W środkowej części doliny, na jej dnie znajduje się duża Bobrowiecka Polana, która dawniej była główną polaną tej doliny. Powyżej niej pomiędzy zwałami polodowcowych moren położonych jest kilka czasami wysychających Bobrowieckich Stawków. Są to: Czarny Stawek, Biały Stawek i Mały Stawek. Wysoko, na wschodnich stokach Wielkiej Kopy znajdowała się jeszcze Niedźwiedzia Polana.
Szlak turystyczny prowadzący przez Dolinę Bobrowiecką jest jednym z najrzadziej uczęszczanym przez turystów szlaków w Tatrach.

## Szlaki turystyczne
– żółty od wylotu doliny w Jałowcu do Magistrali Tatrzańskiej, dalej zaś przez Rozdroże do Parzychwostu i Dolinę Bobrowiecką na przełęcz Palenica Jałowiecka.
- Czas przejścia z Jałowca do Magistrali Tatrzańskiej: 1:05 h, ↓ 45 min
- Czas przejścia od Magistrali Tatrzańskiej do rozdroża: 1:35 h, z powrotem tyle samo
- Czas przejścia od rozdroża na Palenicę Jałowiecką: 2 h, ↓ 1:30 h